# داکا (مجارستان)
داکا (به مجاری:  Dáka) یک شهرداری در مجارستان است که در ناحیه پاپا واقع شده‌است. داکا ۲۵٫۴۰ کیلومتر مربع مساحت و ۶۴۸ نفر جمعیت دارد.